# Angelo Rosso
Angelo Rosso (Freyre, 28 agosto 1915 – Genova, 15 marzo 1973) è stato un allenatore di calcio e calciatore italiano, di ruolo attaccante.

## Carriera

### Giocatore
Nato in Argentina, ma di chiare origini italiane, Rosso giocò tra le file del Vado, dell'Andrea Doria, del Bel Paese Genova, della Corniglianese, del Genova 1893 Riserve, del Tigullia, dell'Alessandria e del Brescia.
In rossoblu disputò il campionato riserve con il Genova 1893 Riserve nella stagione 1936-1937.
Dopo una stagione nell'Andrea Doria rientrò al Genova e fu ceduto al Tigullia; passò poi all'Alessandria nel 1939 e vi rimase fino al 1947, vincendo anche un titolo di capocannoniere nell'allora campionato cadetto nella stagione 1945-1946, aiutando i piemontesi ad essere promossi in Serie A, dove giocò la sola stagione successiva in cui la squadra arrivò 14ª in Serie A, in tutto con i grigi ha giocato 113 gare e ha segnato 30 reti. Passò quindi al Brescia che alla sua prima stagione sfiorò la promozione in serie A piazzandosi al 2º posto nel Girone A di Serie B. Con i lombardi ha disputato in tutto due campionati di Serie B con 72 partite e 14 reti realizzate.
Successivamente ricopri l'incarico di allenatore-giocatore nel Rapallo Ruentes e poi Sestrese.

### Allenatore
Lasciato il calcio giocato, entrò nello staff tecnico del Genoa che, ebbe l'occasione di guidare in due occasioni.
La prima nel 1960-1961, in Serie B, quando sostituì dal 19 marzo Annibale Frossi alla guida del sodalizio rossoblu.
La seconda occasione la ebbe nel 1962-1963, in Serie A, quando sostituì dal 1º aprile Renato Gei, portando il club genovese al quindicesimo posto ad un punto dalla zona retrocessione, garantendo comunque la permanenza in massima serie. In quella stessa stagione Rosso guidò il Genoa alla conquista, il 17 giugno, della Coppa dell'Amicizia italo-francese 1963, battendo nella finale di Milano per due a uno il Milan.
Nel 1964 passa alla guida del Savona che militava in Serie C 1964-1965, ottenendo il terzo posto del Girone A a pari punti della Solbiatese. La stagione seguente venne sostituito da Manlio Bacigalupo.

## Palmarès

### Calciatore
- Capocannoniere della Serie B:

1945-1946 (6 gol)

### Allenatore

#### Competizioni internazionali
- Coppa dell'Amicizia: 1

Genoa: 1963